# Pleske-tücsökmadár
A Pleske-tücsökmadár (Helopsaltes pleskei) a verébalakúak (Passeriformes) rendjébe, ezen belül a tücsökmadárfélék (Locustellidae) családjába és a Helopsaltes nembe tartozó faj. 16-17 centiméter hosszú. Délkelet-Oroszország, Dél-Korea és Japán kis szigetein költ, Hongkong környékén és északkelet-Vietnámban telel. A bozótosokat kedveli. Rovarokkal táplálkozik. Májustól júniusig költ. Életterületének csökkenése miatt sebezhető.

## Fordítás
- Ez a szócikk részben vagy egészben  a   Styan's grasshopper warbler című angol Wikipédia-szócikk fordításán alapul.  Az eredeti cikk szerkesztőit annak laptörténete sorolja fel. Ez a jelzés csupán a megfogalmazás eredetét és a szerzői jogokat jelzi, nem szolgál a cikkben szereplő információk forrásmegjelöléseként.